# Атабаево (Камско-Устьинский район)
Атаба́ево (тат. Атабай) — деревня в Камско-Устьинском районе  Республики Татарстан. Входит в состав Староказеевского сельского поселения.

## Этимология
Топоним произошёл от антропонима «Атабай».

## География
Деревня расположена на реке Сухая Улема, в 40 километрах к северо-западу от районного центра — посёлка городского типа Камское Устье.   

## История
В «Списке населенных мест по сведениям 1859 года», изданном в 1866 году, населённый пункт упомянут как казённая деревня Алтабаево (Шакиян) 1-го стана Тетюшского уезда Казанской губернии. Располагалась при речке Чичи, на Казанском торговом тракте, в 43 верстах от уездного города Тетюши и в 25 верстах от становой квартиры в казённом селе Новотроицкое (Сюкеево). В деревне в 67 дворах жили 386 человек (202 мужчины и 184 женщины). Была мечеть.
Одним из первых, известных нам по архивным источникам, имамов села был Нурмухамат Абдулнасыр улы Усманов (1.11.1835 - 18.01.1912), получивший указ на исполнение должности имама-хатиба от 23 марта 1856г за номером 2734. Его сын, Шагимухамет Нурмухамет улы Усманов, помогал отцу. Активная просветительная деятельность сделала Шагимухамет Нурмухамет улы Усманова авторитетным священослужителем уезда, и Оренбургское магометанское духовное собрание в начале XXвека присвоило Шахимухамет Нурмухамет улы Усманову высокое звание ахуна. Усмановы являются прямыми потомками основателя д.Атабаево рода Чөлчилә 

## Население
| 1782 | 1859 | 1884 | 1897 | 1908 | 1920 | 1926 | 1938 | 1949 | 1958 | 1970 | 1979 | 1989 | 2000 | 2002 | 2010 | 2017 |
| ---- | ---- | ---- | ---- | ---- | ---- | ---- | ---- | ---- | ---- | ---- | ---- | ---- | ---- | ---- | ---- | ---- |
| 59   | 386  | 533  | 576  | 650  | 693  | 467  | 437  | 293  | 184  | 160  | 115  | 62   | 67   | 72   | 73   | 68   |

Национальный состав села: татары.

## Экономика
Жители занимаются сельским хозяйством в обществе с ограниченной ответственностью «Большие Кляри», в личных подсобных хозяйствах.

## Инфраструктура
В деревне действуют клуб (с 1932 г.), фельдшерско‑акушерский пункт. Через село проходит автобусный маршрут «Камское Устье — Караталга». В селе 2 улицы.

## Религия
В деревне действует мечеть «Фатыйма» (с 2014 г.).